# Krzysztof Gruber
Krzysztof Gruber est un acteur et réalisateur polonais de cinéma et de télévision né le 21 août 1949 à Wrocław, mort le 6 décembre 2001 à Varsovie.

## Biographie
Krzysztof Gruber est né le 21 août 1949 à Wrocław, dans la voïvodie de Basse-Silésie, en Pologne.
En 1973, il est diplômé en réalisation cinématographique à l'Institut national de la cinématographie de Moscou, après quoi il travaille à la société de production cinématographique Zespoły Filmowe.
À partir de 1978, il est membre de l'Association des cinéastes polonais (pl).
Gruber meurt après plusieurs mois de maladie. Il meurt le 6 décembre 2001 et est enterré au cimetière militaire de Powązki (section A15-3-27).